# کورزکومب
کورزکومب (به انگلیسی: Corscombe) یک روستا و محله مدنی در بریتانیا است که در West Dorset واقع شده‌است. کورزکومب ۴۴۵ نفر جمعیت دارد.